# Canton de Rochefort-Sud
Le canton de Rochefort-Sud est une ancienne division administrative française située dans le département de la Charente-Maritime et la région Poitou-Charentes.

## Géographie
Ce canton était organisé autour de Rochefort dans l'arrondissement de Rochefort. Son altitude variait de 0 m (Rochefort) à 29 m (Rochefort) pour une altitude moyenne de 5 m.

## Histoire
Canton créé en 1852 (loi du 29 juin 1852), dédoublant le Canton de Rochefort.

## Représentation

### Conseillers généraux de 1852 à 2015
| Période | Période          | Identité                               | Étiquette                     | Qualité                                                                                             |
| ------- | ---------------- | -------------------------------------- | ----------------------------- | --------------------------------------------------------------------------------------------------- |
| 1852    | 1864             | Eugène Roy-Bry                         | Royalisme                     | Banquier, maire de Rochefort Député (1859-1864)                                                     |
| 1865    | 1867             | Paul Louis Gabriel Bethmont            | Républicain                   | Avocat, député (1865-1870, 1871-1882)                                                               |
| 1867    | 1871             | Charles Rigault de Genouilly           |                               | Amiral Ministre de la Marine - Sénateur (1860-1870)                                                 |
| 1871    | 1874 (décès)     | Hippolyte-Ernest Dutouquet (1842-1874) |                               | Médecin, maire de Saint-Agnant                                                                      |
| 1874    | 1886             | Paul Louis Gabriel Bethmont            | Républicain                   | Avocat, député (1865-1870, 1871-1882) propriétaire à Saint-Coutant-le-Grand                         |
| 1886    | 1898             | Frédéric Roche                         | Républicain                   | Pharmacien Maire de Rochefort (1895-1896), conseiller d'arrondissement du canton de Rochefort-Nord  |
| 1898    | 1914 (démission) | Ernest Marianelli                      | Rad.                          | Médecin Maire de Rochefort (1902-1908)                                                              |
| 1914    | 1919             | Édouard Pouzet                         | SFIO                          | Ingénieur mécanicien de la marine Conseiller municipal de Rochefort Député (1914-1919)              |
| 1919    | 1921 (décès)     | Ferdinand Burot                        |                               | Docteur en médecine Créateur de "La Goutte de lait"                                                 |
| 1922    | 1940             | Édouard Pouzet                         | SFIO puis PRS puis PSdF       | Ingénieur mécanicien de la marine Conseiller municipal de Rochefort Député (1914-1919 et 1924-1936) |
|         |                  |                                        |                               | |
| 1945    | 1949             | Firmin Péroche (1897-1960)             | Rad.                          | Employé à la SNCF, adjoint au maire de Rochefort                                                    |
| 1949    | 1977 (décès)     | Albert Bignon                          | RPF puis RS puis UNR puis UDR | Avocat Député (1958-1977) Maire de Rochefort (1944)                                                 |
| 1977    | 1985             | Michel Fort                            | PS                            | Professeur, maire de Vergeroux                                                                      |
| 1985    | 1998             | Michel Candau                          | UDF                           | Médecin Adjoint au maire de Rochefort Suppléant du député Jean-Guy Branger (1978-1986)              |
| 1998    | 2011             | Jacques-Henri Boucher                  | PS                            | Chef d'entreprise Conseiller municipal de Rochefort                                                 |
| 2011    | 2015             | Pierre Feydeau                         | PS                            | Enseignant Adjoint au maire puis conseiller municipal de Rochefort                                  |

### Conseillers d'arrondissement (de 1852 à 1940)
Le canton de Rochefort-Sud avait deux conseillers d'arrondissement.
| Période                                  | Période      | Identité                          | Étiquette   | Qualité |
| ---------------------------------------- | ------------ | --------------------------------- | ----------- | --- |
| 1852                                     |              | Théophile Guérin                  |             | Banquier, ancien maire de Rochefort (1846-1848)                                                             |
| 1852                                     | 1862 (décès) | M. Bastide                        |             | Avocat, bâtonnier de l'ordre à Rochefort                                                                    |
| Mai 1862                                 |              | Léon Mollière (1805-1893)         |             | Notaire, agent de change, courtier maritime, adjoint au maire de Rochefort                                  |
|                                          |              |                                   |             | |
| 1871                                     | 1873 (décès) | M. Boismarin                      |             | |
|                                          |              |                                   |             | |
| 1880                                     |              | Lucien Rémérand                   | Républicain | Avoué honoraire à Rochefort                                                                                 |
| 1880                                     |              | Charles Moinet                    | Républicain | Docteur-médecin à Rochefort                                                                                 |
| 1883                                     | 1892         | Georges Bouffard                  |             | Banquier à Rochefort                                                                                        |
| 1883                                     |              | M. Legros                         | Républicain | Médecin |
| 1892                                     | 1896 (décès) | Jean Augustin Rousset (1811-1896) | Républicain | Principal de collège à Rochefort                                                                            |
| 1897                                     | 1899 (décès) | Arthur Frogé                      | Républicain | Juge au Tribunal de commerce, adjoint au maire de Rochefort                                                 |
|                                          |              |                                   |             | |
| 1925                                     | 1931         | Pierre Flottes                    | Radical     | Professeur de lycée à Rochefort                                                                             |
| 1925                                     | 1931         | M. Bachelar                       |             | |
| 1931                                     | 1937         | M. Bouchaud                       |             | |
| 1931                                     | 1937         | M. Gros                           |             | |
| 1937                                     | 1940         | M. Mesplède                       | SFIO        | |
| 1937                                     | 1940         | M. Bodard                         | SFIO        | |
| 1940                                     |              |                                   |             | Les conseils d'arrondissement ont été suspendus par la loi du 12 octobre 1940 et n'ont jamais été réactivés |
| Les données manquantes sont à compléter. |              |                                   |             | |

## Composition
Le canton de Rochefort-Sud se composait d’une fraction de la commune de Rochefort. Il comptait 10 143 habitants (population municipale) au 1er janvier 2012.
| Nom                   | Code Insee | Intercommunalité   | Population (dernière pop. légale)               |
| --------------------- | ---------- | ------------------ | ----------------------------------------------- |
| Rochefort (chef-lieu) | 17299      | CA Rochefort Océan | Fraction : 10 143(2012) Commune : 24 300 (2014) |

## Démographie
| 1962 | 1968 | 1975 | 1982 | 1990   | 1999   | 2006   | 2011   | 2012   |
| ---- | ---- | ---- | ---- | ------ | ------ | ------ | ------ | ------ |
| -    | -    | -    | -    | 11 475 | 11 468 | 11 675 | 10 457 | 10 143 |